# Saga (hudební skupina)
Saga je kanadská progresivně rocková skupina-quintet, založený v Oakville v Ontariu V Kanadě v roce 1977.

## Diskografie

### Studiová alba
| Rok  | Album                                   | Billboard 200 | Německo | Norsko | Švédsko | Švýcarsko | Rakousko |
| ---- | --------------------------------------- | ------------- | ------- | ------ | ------- | --------- | -------- |
| 1978 | Saga                                    | -             | -       | -      | 33      | -         | -        |
| 1979 | Images at Twilight                      | -             | -       | -      | -       | -         | -        |
| 1980 | Silent Knight                           | -             | -       | 15     | 42      | -         | -        |
| 1981 | Worlds Apart                            | 29            | 2       | 5      | 33      | -         | -        |
| 1983 | Heads or Tales                          | 92            | 3       | 4      | 4       | 4         | -        |
| 1985 | Behaviour                               | 87            | 2       | 6      | 4       | 3         | 29       |
| 1987 | Wildest Dreams                          | -             | 18      | 11     | 8       | 17        | -        |
| 1989 | The Beginner's Guide to Throwing Shapes | -             | -       | -      | -       | -         | -        |
| 1993 | The Security of Illusion                | -             | 46      | -      | 41      | 38        | -        |
| 1994 | Steel Umbrellas                         | -             | 65      | -      | 29      | 39        | -        |
| 1995 | Generation 13                           | -             | 89      | -      | -       | 49        | -        |
| 1997 | Pleasure & the Pain                     | -             | 93      | -      | -       | -         | -        |
| 1997 | Phase One                               | -             | -       | -      | -       | -         | -        |
| 1999 | Full Circle                             | -             | 44      | -      | -       | -         | -        |
| 2001 | House of Cards                          | -             | 34      | -      | -       | 100       | -        |
| 2003 | Marathon                                | -             | 40      | -      | -       | -         | -        |
| 2004 | Network                                 | -             | 78      | -      | -       | -         | -        |
| 2006 | Trust                                   | -             | 23      | -      | 37      | -         | -        |
| 2007 | 10,000 Days                             | -             | 78      | -      | -       | -         | -        |
| 2009 | The Human Condition                     | -             | 91      | -      | -       | -         | -        |
| 2012 | 20/20                                   | -             | -       | -      | -       | -         | -        |

### Koncertní alba
| Year | Album                                        |
| ---- | -------------------------------------------- |
| 1982 | In Transit                                   |
| 1998 | Detours - Live (2CD)                         |
| 2005 | The Chapters Live (2CD)                      |
| 2007 | Worlds Apart Revisited (2CD + 2DVD)          |
| 2009 | Contact - Live in Munich (2CD or 2CD + 2DVD) |

### Kompilace
| Year | Album                                       |
| ---- | ------------------------------------------- |
| 1991 | The Works (2CD)                             |
| 1993 | All the Best                                |
| 1994 | The Very Best Of                            |
| 1994 | Defining Moments                            |
| 1998 | How Do I Look                               |
| 2006 | Remember When - The Very Best of Saga (2CD) |